# Cá nhàm xám
Cá nhàm xám (Taenioides eruptionis) là một loài thuộc phân họ Cá bống rễ cau (Amblyopinae), họ cá Oxudercidae.
Loài cá này có tại Vườn quốc gia Xuân Thủy ở miền Bắc Việt Nam.